# Zouan-Hounien
Zouan-Hounien es un departamento de la región de Tonkpi, Costa de Marfil. En mayo de 2014 tenía una población censada de 195 082 habitantes.
Se encuentra ubicado en el centro-oeste del país, entre al frontera con Liberia y Guinea, al oeste, y el río Sassandra, al este.